# Apogonia eremita
Apogonia eremita är en skalbaggsart som beskrevs av Heller 1896. Apogonia eremita ingår i släktet Apogonia och familjen Melolonthidae. Inga underarter finns listade i Catalogue of Life.